# Stella Márquez
Stella Márquez Araneta, nata Stella Márquez Zawadski (San Andrés de Tumaco, 17 giugno 1937), è una modella ed ex reginetta di bellezza colombiana di padre spagnolo e madre polacca.
Direttrice artistica del concorso di bellezza Binibining Pilipinas, fu eletta Miss Colombia 1959 e prima Miss International 1960.

## Biografia
Eletta Miss Colombia nel 1959, Stella Márquez partecipò alla prima edizione del concorso Miss International che si tenne a Miami Beach in Florida, ottenendo la corona di vincitrice il 12 agosto 1960.
Successivamente sposò l'imprenditore filippino Jorge Araneta, trasferendosi a vivere con lui nelle Filippine. Dal 1964 si occupa dell'organizzazione del più prestigioso concorso di bellezza locale Binibining Pilipinas. Recentemente la sua gestione del concorso ha generato alcune polemiche da parte dei sostenitori del concorso, che non hanno gradito alcune detronizzazioni da lei volute.